# Прокатов, Василий Николаевич
Василий Николаевич Прокатов (28 августа 1923, дер. Кузовлёво, Вологодская губерния — 14 декабря 1942, у села Дерезовка, Воронежская область) — советский военнослужащий. Участник Великой Отечественной войны. Герой Советского Союза (1943, посмертно). Сержант. 12 декабря 1942 года в бою у деревни Дерезовка Россошанского района Воронежской области своим телом закрыл амбразуру вражеского ДЗОТа.

## Биография
Родился 28 августа 1923 года в деревне Кузовлёво Кадниковского уезда Вологодской губернии РСФСР СССР (ныне деревня Харовского района Вологодской области Российской Федерации) в крестьянской семье. Русский. В детские годы с родителями переехал в посёлок Харовский. Учился в Харовской средней школе. Избирался старостой класса, был редактором школьной газеты и руководителем лыжной секции, активно занимался в кружках Осоавиахима при Доме Обороны. В 1941 году окончил девятый класс и собирался продолжить учёбу в десятом, но планам помешала война.
В ряды Рабоче-крестьянской Красной Армии был призван Харовским районным военкоматом 21 июля 1941 года. Окончил школу младших командиров в Череповце. В боях с немецко-фашистскими захватчиками с декабря 1941 года в должности командира стрелкового отделения на Волховском фронте. Весной 1942 года был тяжело ранен, семь месяцев лечился в госпитале в Краснодаре. После выздоровления в ноябре 1942 года направлен в 350-ю стрелковую дивизию 6-й армии Воронежского фронта, где получил назначение на должность командира стрелкового отделения 1-го стрелкового батальона 1180-го стрелкового полка. Перед началом советского контрнаступления под Сталинградом дивизия заняла позиции на левом берегу Дона в районе села Дерезовка.
Перед началом операции «Малый Сатурн» 1180-му стрелковому полку 350-й стрелковой дивизии была поставлена задача по льду форсировать Дон и захватить плацдарм на правом берегу реки. Вооружившись приставными лестницами, крючьями и кошками, ранним утром 14 декабря 1942 года после артиллерийской подготовки штурмовая группа 1-го стрелкового батальона попыталась преодолеть Дон западнее села Дерезовка. Однако артиллеристам не удалось полностью подавить огневые средства противника. Когда группа достигла середины реки, с правого берега неприятель открыл шквальный пулемётный огонь из ДЗОТа. Штурмовой отряд залёг на льду. В сложившейся ситуации сержант В. Н. Прокатов стремительным броском преодолел Дон и по отвесной обледеневшей скале поднялся на высоту. Не имея средств для уничтожения ДЗОТа, он навалился грудью на амбразуру, дав возможность батальону без потерь форсировать Дон и занять плацдарм для переправы основных сил полка. 
Указом Президиума Верховного Совета СССР «О присвоении звания Героя Советского Союза начальствующему и рядовому составу Красной Армии» от 31 марта 1943 года за  «образцовое выполнение боевых заданий командования на фронте борьбы с немецкими захватчиками и проявленные при этом отвагу и геройство» удостоен посмертно звания Героя Советского Союза.
Похоронен в братской могиле № 195 у села Дерезовка Верхнемамонского района Воронежской области.

## Награды
- Медаль «Золотая Звезда» (31.03.1943, посмертно);
- орден Ленина (31.03.1943, посмертно);
- орден Красной Звезды.

## Оценки и мнения
Был он очень озорным, подвижным, любознательным. Спортсмен, очень любил лыжи, военное дело. Мог с завязанными глазами разобрать и собрать винтовку, пулемёт «максим». Среди сверстников заводила. Ни друзей, ни себя обидеть не давал. Волосы рыжие, на лице веснушки. Но пусть только попробует кто обозвать «рыжиком». Сразу получит сдачу.— Из воспоминаний Тамары Николаевны Прокатовой, сестры Василия Прокатова.

Уже в школе у Васи было ярко выражено чувство любви к своей Родине, поэтому когда одноклассники узнали о подвиге Василия Прокатова никто из нас не был удивлён. К подвигу он готовился короткой и яркой жизнью своей.— Из воспоминаний одноклассницы Василия Прокатова Капитолины Михайловны Малой.

## Память
- Памятник Герою Советского Союза В. Н. Прокатову установлен на месте гибели у села Дерезовка Воронежской области.
- В городе Харовске Вологодской области в 1967 году установлен бюст В. Н. Прокатова (скульптор А. В. Щепёлкин)[4].
- Мемориальная плита в честь Героя Советского Союза В. Н. Прокатова установлена на Мамаевом кургане в городе Волгограде.
- Именем Героя Советского Союза В. Н. Прокатова названы улицы в Вологде, Харовске и Дерезовке.
- Имя Героя Советского Союза В. Н. Прокатова носит Харовская средняя общеобразовательная школа № 3.
- Мемориальная доска в честь Героя Советского Союза В. Н. Прокатова установлена в Вологде на улице Прокатова.

## Документы
- Общедоступный электронный банк документов «Подвиг Народа в Великой Отечественной войне 1941—1945 гг.» Дата обращения: 12 апреля 2013. Архивировано из оригинала 13 марта 2012 года.

Представление к званию Героя Советского Союза и указ ПВС СССР о присвоении звания. Дата обращения: 12 апреля 2013. Архивировано 21 апреля 2013 года.
- Обобщенный банк данных «Мемориал». Дата обращения: 12 апреля 2013. Архивировано из оригинала 10 мая 2012 года.

ЦАМО, ф. 58, оп. 18001, д. 687.
ЦАМО, ф. 58, оп. 977525, д. 210.
Информация из списка захоронения 36-109.
Учётная карточка захоронения 36-109.
Схема захоронения 36-109.